# Polyscias javanica
Polyscias javanica là một loài thực vật có hoa trong Họ Cuồng cuồng. Loài này được Koord. & Valeton miêu tả khoa học đầu tiên năm 1900.